# Alegoria wiary
Alegoria wiary (niderl. Allegorie op het geloof) – obraz Jana Vermeera datowany na lata 1669–1674. Płótno nie jest sygnowane.
Obraz różni się od innych dzieł Vermeera, które w większości bliskie są tematyce życia codziennego. W katalogu sprzedaży z 1699 roku płótno to zostało uznane za przedstawienie Nowego Testamentu. W 1914 roku A.J. Barnonw dowiódł jednak, że jest to alegoria wiary, do której namalowania Vermeer posłużył się Ikonologią Caesarego Ripy. Obraz uważany jest za katolicki w charakterze i bliski ikonografii jezuickiej. Przypuszcza się (ale brak na to jednoznacznych dowodów), że powstał na zamówienie jezuitów.
Podobnie jak w przypadku wielu innych dzieł Vermeera, scena rozgrywa się w mieszczańskim wnętrzu. Zgodnie z opisem Ripy, wiara ukazana jest jako siedząca kobieta, u stóp mająca świat (globus). Jabłko i zmiażdżony kamieniem wąż oznaczają grzech. Pewne elementy nie pokrywają się jednak dokładnie z przekazem Ripy. Kulę, zawieszoną u sufitu, malarz zaczerpnął najprawdopodobniej z księgi Willema Heinsiusa Emblemata Sacra de Fide, Spe, Charitate (1636), gdzie szklana kula oznacza ludzki rozum.
Na ścianie zawieszone jest przedstawienie ukrzyżowania – uproszczona wersja obrazu Jacoba Jordaensa.